# Ilo (cônsul)
Ilo (em grego: Ιλλός ou Ιλλους; em latim: Illus, Ellus ou Hyllus) (m. 488) foi um general bizantino que teve um papel importante no reinado dos imperadores Zenão e Basilisco. Ele apoiou a revolta de Basilisco contra Zenão e depois trocou de lado, apoiando o retorno de Zenão (475-476). A partir daí, Ilo se tornou um fiel general do imperador, derrotando o usurpador Marciano, mas acabou entrando em choque com a imperatriz-consorte Élia Verina, o que o levou a apoiar a fracassada revolta de Leôncio, na qual foi morto.

## Origens
Ilo era um isauro, mas a data e o local de seu nascimento são desconhecidos. Ele tinha um irmão chamado Apálio Ilo Trocundo. Acredita-se que ele passou por diversos cargos importantes sob o imperador Leão I, o Trácio (r. 457-474) e que ele era um amigo íntimo de Zenão ainda antes de sua ascensão. João Malalas afirmou que Ilo seria tio de Zenão. Mas a sua primeira aparição no reinado de Zenão é de hostilidade ao imperador.

## Sob Basilisco
Basilisco, irmão da imperatriz-consorte Élia Verina, viúva de Leão, expulsou Zenão de Constantinopla em 475 e enviou um exército para persegui-lo sob a liderança de Ilo e de seu irmão Trocundo até a Isáuria, onde Zenão havia se escondido. Os irmãos derrotaram o imperador fugitivo (julho de 476) e o cercaram numa colina ironicamente chamada pelos habitantes locais de "Constantinopla". Ilo também capturou o irmão de Zenão, Longino, como forma de manter Zeno sob controle.
Durante o cerco, Ilo e Trocundo foram convencidos pelo senado a apoiar Zenão contra Basilisco, com quem a relação havia degenerado para o ódio e desprezo. O próprio Ilo estava também descontente com o usurpador, pois ele havia permitido o massacre dos isauros que permaneceram na capital após a fuga de Zenão. Assim, os irmãos foram vencidos pelas promessas e presentes de Zenão e mudaram de lado, iniciando imediatamente a marcha de volta para a capital. Em Niceia, na Bitínia, eles encontraram as forças de Basilisco lideradas por seu sobrinho e general Armato; porém, ele também foi vencido e Basilisco, abandonado pelos seus aliados, foi deposto e executado em 477.

## Contra Marciano
Ilo foi o único cônsul em 478 e, em 479, ele foi instrumental em esmagar a perigosa revolta de Marciano, neto de Marciano, o imperador homônimo, e filho de Antêmio, o imperador do ocidente. Marciano havia se casado com Leôncia, filha do falecido imperador Leão e de Verina e irmã de Ariadne, esposa de Zenão. Sua revolta irrompeu em Constantinopla, onde ele derrotou as tropas de Zenão com o apoio da população e cercou-o no palácio. Por um momento, Ilo perdeu a confiança, mas esta falta de coragem ou de fidelidade foi temporária e ele retomou-as após se consultar com Pamprépio, um vidente egípcio que ele patrocinava. As forças de Marciano foram corrompidas por Ilo e o próprio Marciano, com seus irmãos Procópio e Rômulo, foram presos. Os irmãos escaparam, mas Marciano foi enviado ou para Tarso - onde teria sido obrigado a se tornar sacerdote - ou para o monte Papúrio ou Papírio, uma fortaleza em Isáuria utilizada como prisão estatal.
Trocundo, o irmão de Ilo, foi cônsul em 482 enquanto que o próprio Ilo recebeu os títulos de patrício e mestre dos ofícios. Acredita-se que ele tenha empregado muito bem seu poder e sua influência e que tenha prestado bons serviços ao estado, na paz e na guerra. Ele era um amante das artes e da ciência e assiduamente cultivava-os.

## Patrocínio de Pamprépio e o conflito com Verina
Foi talvez por conta de suas preferências literárias que ele se tornou amigo e patrocinador de Pamprépio, que recebia um salário da receita pública e uma mesada de seu próprio bolso. Pamprépio era um nativo de Tebas ou, de acordo com outras fontes, de Panópolis, no Egito, um ferrenho pagão, um eminente poeta, gramático e, especialmente, um habilidoso vidente. Pamprépio era detestado tanto por Zenão quanto pela imperatriz-mãe Verina e, durante a ausência de Ilo, que partira para uma viagem de negócios para Isáuria, eles o baniram sob a acusação de tentar adivinhar eventos futuros a favor de Ilo e contra o imperador. Ilo, sabendo que a sua relação pessoal com ele era a causa real do banimento, recebeu-o em sua casa e, ao retornar para a capital, levou-o com ele. A data destes eventos é duvidosa: é possível que eles tenham ocorrido antes da revolta de Marciano, mas uma data posterior é mais provável.
Como uma fraqueza no caráter de Zenão o fez uma pessoa ciumenta com todos os que tinha influência e talento, não é de se estranhar que a posição de poder de Ilo e o apoio popular que ele recebia o tornaram algo de suspeitas e que o imperador tentou, de várias maneiras, se livrar dele. A ambiciosa Verina, a imperatriz-mãe, também era inimiga dele e articulou um ataque à sua vida. Acredita-se que um assassino alano empregado por ela o tenha ferido, mas é algo duvidoso, pois os historiadores provavelmente confundiram este ataque com um outro, posterior, tramado por sua filha Ariadne. De qualquer forma, a tentativa de Verina fracassou e Zenão, igualmente ciumento dela, a baniu a pedido de Ilo e a prendeu no forte de Papúrio. Há dúvidas também sobre a época em que estes eventos ocorreram. Cândido (P.G. 85) data o banimento de Verina antes da revolta de Marciano e Teodoro, o Leitor, diz que a causa foi a participação dela na revolta de Basilisco. Não é improvável, de fato, que esta impetuosa mulher tenha sido banida duas vezes, uma antes da revolta de Marciano por conta de sua relação com Basilisco, e novamente após a revolta, por sua tentativa fracassada de assassinar Ilo. De sua prisão, ela convenceu sua filha Ariadne, esposa de Zenão, a ajudá-la e ela tentou obter sua libertação, primeiro de Zenão e depois com Ilo. Ilo não apenas recusou o pedido, mas acusou Verina de tentar colocar outra pessoa no trono do marido de Ariadne, o que enfureceu a imperatriz. Ela, assim como sua mãe antes, tentou assassinar Ilo. Jordanes, porém, afirma que o ódio de Ariadne tinha outra causa: ele diz que Ilo havia enchido a cabeça de Zenão de suspeitas, o que teria causado conflitos com o imperador. O assassino empregado por ela também fracassou, mas conseguiu cortar-lhe fora uma orelha antes de ser preso. Zenão, que parecia saber do caso, não conseguiu impedir que ele fosse executado.

## Golpe de Leôncio e a morte de Ilo
Ilo e seu amigo Pamprépio, agora aposentado da corte, foram primeiro para Niceia e, depois, com a desculpe de uma "mudança de ares" para curar uma enfermidade, para o oriente, onde ele foi feito general de todos os exércitos, com o poder de apontar os oficiais provinciais. Marso, um oficial isauro com alguma reputação, e o patrício Leôncio, outro bem conhecido oficial de origem síria, ou o acompanharam na viagem ou se juntaram a ele no oriente. O irmão de Ilo, Trocundo, provavelmente também foi para lá. Tendo atravessado a Ásia Menor, eles iniciaram uma revolta em 483 ou 484. Ilo declarou Leôncio imperador, derrotou o exército de Zenão perto de Antioquia e, tendo obtido o apoio dos isauros e conquistado Papúrio, soltou Élia Verina e a induziu a coroar Leôncio em Tarso. Ela também enviou uma circular para os oficiais em Antioquia, no Egito e no oriente que os convenceu a se juntarem a Ilo. Este importante serviço, porém, não evitou que ela fosse novamente enviada para Papúrio, onde morreu logo depois.
Em 485, Zenão enviou um novo exército contra os rebeldes, composto - acredita-se - de macedônios e citas (Tillemont conjectura que eles seriam ostrogodos) sob João, o Corcunda, ou, com maior probabilidade, João, o Cita, e Teodorico, o Amal, que era na época apenas cônsul (ele seria conhecido como Teodorico, o Grande, no futuro). João derrotou os rebeldes perto de Selêucia (qual das cidades com este nome não é claro, talvez a Selêucia Isaura) e os empurrou de volta para Papúrio, onde os rebeldes foram cercados. Trocundo tentou escacar e juntar forças para libertá-los, mas foi preso e executado. Ilo e Leôncio não sabiam do que havia acontecido e, encorajados por Pamprépio, que dava certeza do retorno de Trocundo e da vitória final, aguentaram o cerco com grande tenacidade por mais de três anos. No quarto, quando a morte de Trocundo foi descoberta, Ilo, enfurecido com a falha de Pamprépio, mandou-o matar. O forte foi logo tomado pela traição do cunhado de Trocundo, que havia sido enviado com este objetivo de Constantinopla por Zenão, e tanto Ilo quanto Leôncio foram decapitados (488) e suas cabeças foram enviadas para o imperador.

## Nota
- Este artigo contém texto  do artigo «Illus» do Dictionary of Greek and Roman Biography and Mythology (em domínio público), de William Smith (1870), vol. 1, p. 569-570.

## Biografia
- «Παμπρενιος (Pamprenios)». Suda (em inglês)
- João Zonaras. Compêndio da História (em inglês). [S.l.: s.n.]
- Teófanes, o Confessor. Cronografia (em inglês). [S.l.: s.n.]
- Evágrio. História Eclesiástica (em inglês). [S.l.: s.n.]
- Armory, Patrick (1997). People and Identity in Ostrogothic Italy, 489-554 (em inglês). [S.l.]: Cambridge University Press. pp. 282–283. ISBN 0-521-52635-3
- Cameron, Averil; Ward-Perkins, Bryan.; Whitby, Michael (2000), The Cambridge ancient history 14. Late Antiquity: empire and successors, A.D. 425 - 600, ISBN 0-521-32591-9 (em inglês), Cambridge University Press
- Williams, Stephen; and Gerard Friell (1999). The Rome that did not fall (em inglês). [S.l.]: Routledge. ISBN 0-415-15403-0